# Irina Krush
Irina Krush (ukrainisch Ірина Круш; * 24. Dezember 1983 in Odessa) ist eine US-amerikanische Schachspielerin.

## Leben
Irina Krush lernte im Alter von vier Jahren das Schachspielen. 1989 übersiedelte ihre Familie nach Brooklyn, wo sie zwischen ihrem neunten und 14. Lebensjahr von Mikhail Trosman trainiert wurde. Sie absolvierte die Edward R. Murrow High School in Brooklyn. 1999 spielte sie eine führende Rolle im Analyseteam bei der Internet-Partie Kasparov versus the World. Sie studierte an der New York University sowie 2006 für ein Semester in Paris. Ihr Studium beendete sie mit einem Abschluss im Fach Internationale Beziehungen. Krush ist Autorin von Schachlehrvideos unter dem Seriennamen Krushing Attacks!. Sie war mit dem kanadischen Großmeister Pascal Charbonneau verheiratet.

## Erfolge

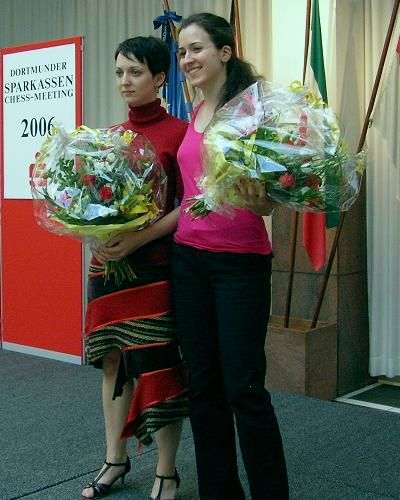
Elisabeth Pähtz und Irina Krush bei den Dortmunder Schachtagen 2006

1998 gewann sie vierzehnjährig die US-Frauenmeisterschaft, zum zweiten Mal gewann sie die US-Frauenmeisterschaft 2007 und zum dritten Mal 2010 in St. Louis. 2012 errang sie ihren vierten Titel nach Stichkampf gegen Anna Zatonskih und konnte ihn 2013, 2014 und 2015 verteidigen. Im Oktober 2020 gewann sie ihren achten Titel.
Mit der US-amerikanischen Frauennationalmannschaft nahm sie an acht Schacholympiaden teil (1998, 2002, 2004, 2006, 2008, 2010, 2012 und 2014), wobei ihr größter Erfolg die Silbermedaille für das US-Team 2004 in Calvià war. Bei Olympiaden hat sie ein Gesamtergebnis von 59,5 Punkten aus 88 Partien (+45 =29 −14). Außerdem nahm sie an den Mannschaftsweltmeisterschaften der Frauen 2009 und 2013 teil und erreichte 2013 das beste Einzelergebnis am zweiten Brett. Während der Dortmunder Schachtage 2006 spielte Irina Krush einen Zweikampf mit Elisabeth Pähtz, den sie mit 3,5 zu 2,5 Punkten gewann. Vom 31. März bis 3. April 2008 spielte sie einen Wettkampf gegen die armenische Frauengroßmeisterin und Internationale Meisterin Lilit Mkrttschjan, den sie mit 2,5:1,5 (+1 =3 −0) gewann.

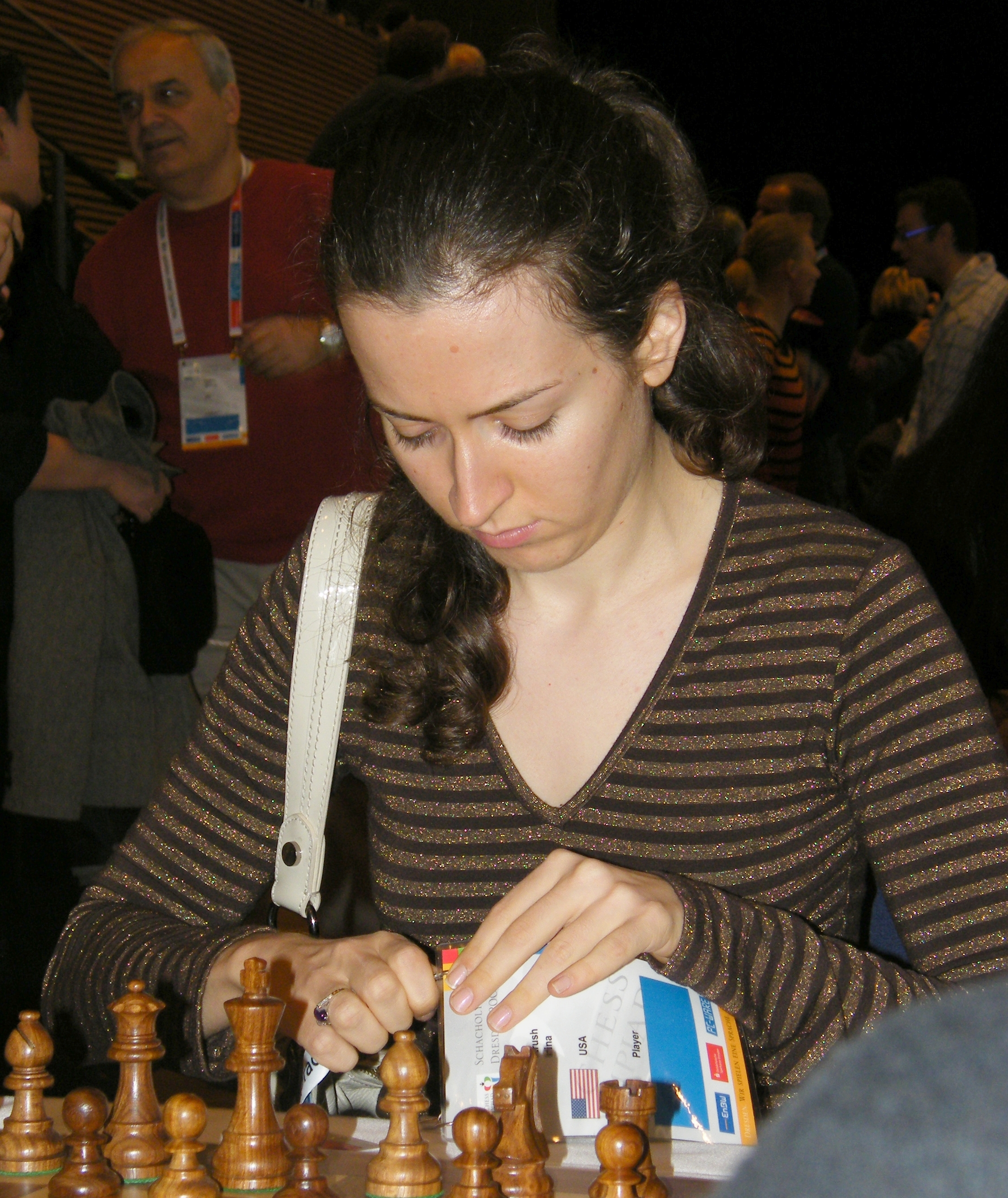
Irina Krush bei der Schacholympiade 2008

In den USA spielte Krush bis 2013 für die New York Knights (bei denen sie bis 2011 außerdem Teammanagerin war) und gewann mit diesen 2009 und 2011 die United States Chess League. 2015 spielte sie für die Mannschaft von Manhattan Applesauce und gewann mit dieser den Titel. In der britischen Four Nations Chess League (4NCL) spielte sie in der Saison 2004/05 für Guildford-A&DC, in Frankreich in derselben Saison für den Club de Montpellier Echecs. In China spielte sie für Shandong. In Belgien ist Irina Krush bei Koninklijke Gentse Schaakkring Ruy Lopez gemeldet und bestritt für Gent zwischen 2009 und 2013 insgesamt drei Wettkämpfe.
Sie trägt seit November 2002 den Titel Großmeister der Frauen (WGM), ist jedoch seit dem Jahr 2000 schon Internationaler Meister (IM). Im Juni 2001 sowie März und September 2013 erzielte sie Großmeisternormen (GM). Daraufhin erhielt sie beim 84. FIDE-Kongress im Oktober 2013 den Großmeistertitel, nachdem sie in diesem Monat die letzte Hürde – Erreichen einer Elo-Zahl von 2500 – genommen hatte. Danach konnte sie diese Marke nur noch jeweils im November 2013 / Januar 2014 erreichen. Im April 2023 führte sie die US-amerikanische Elo-Frauenrangliste an und lag auf Platz 32 der Frauen-Weltrangliste.
| Die zur Anzeige dieser Grafik verwendete Erweiterung wurde dauerhaft deaktiviert. Wir arbeiten aktuell daran, diese und weitere betroffene Grafiken auf ein neues Format umzustellen. (Mehr dazu) |